# 曾孝蕴

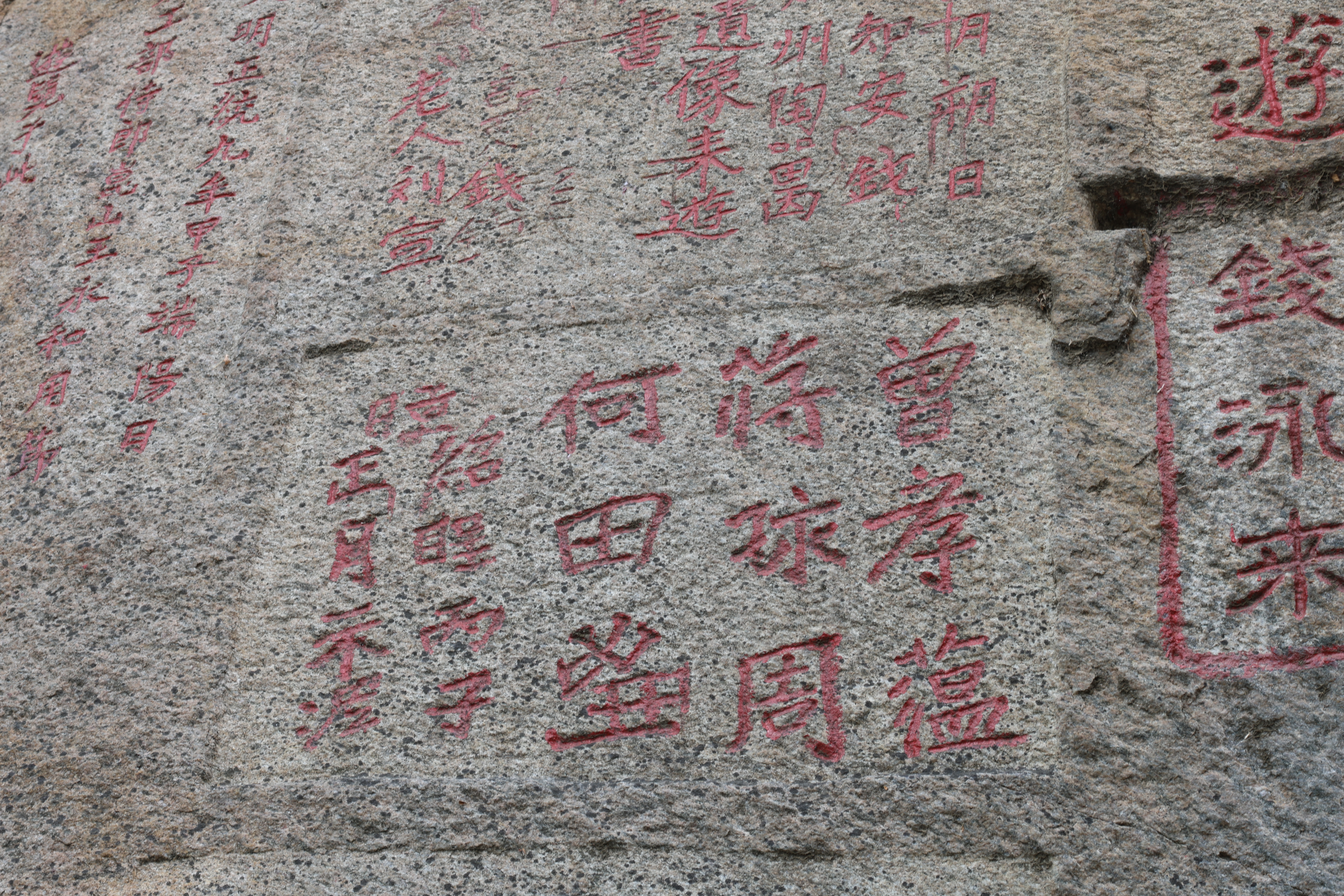
紹聖三年（1096）曾孝蘊在海州（今連雲港）龍洞外留下的題名。

曾孝蕴（?—?），字处善。福建晋江人。曾公亮从子。
绍圣年间(1094～1098年)，管干发运司粜籴事。先后提举两浙常平、任转运判官、起居舍人。
崇宁年间(1102～1106年)，知襄州，历任江浙荆淮发运使、知杭州，安远军节度副使。 宣和二年(1120年)，起复天章阁待制，先后知歙州、知青州、杭州、加龙图阁学士。
曾孝蕴享年65岁。